# كهف شيد
كهف شيد (بالإنجليزية: Shed Cave)‏ هو كهف يقع ضمن أقاليم ما وراء البحار البريطانية في منطقة جبل طارق التابعة للتاج البريطاني.